# Saint Seiya
Saint Seiya (聖闘士星矢) är en tecknad serie även kallad Knights of the Zodiac och den finns både i anime- och mangaform. Seriens skapare är Masami Kurumada.

## Historia
Saint Seiya är skriven av Masami Kurumada och publicerades i Shonen Jump från januari 1986 till december 1990. Den är sedan samlad i 28 tankōbonvolymer från september 1986. Serien har tre huvuddelar: Sanctuary (volym 1-13), Poseidon (volym 14-18) och Hades (volym 19-28). Den 13:e volymen innehåller även en separat historia kallad Blue Warriors.
I april 2006 påbörjade Masami Kurumada en ny del i Saint Seiya-historien, kallad Saint Seiya Next Dimension: Myten om Hades.

## Handling

### Sanctuary, Juni Kyu Hen (De Tolv Templen-kapitlet)
- Galaxian Wars De 10 Bronshelgonen får efter sex års hårt tränande tag i var sin av Athenas heliga Cloth. Men Saori Kido har planer på att de ska tävla i en turnering över Sagittarius Gold Cloth, för att hedra sin bortgångna farfar Mitsumasa Kido.
- De Svarta Helgonen Efter att Phoenix Ikki har med hjälp de Svarta Helgonen stulit Sagittarius Gold Cloth, sätter 4 av Bronshelgonen iväg för att återta den.
- Silver Saint Sanctuary skickar nu iväg sina Silverhelgon för att ta itu med Bronshelgonen, många upptäckter sker i detta kapitel.
- De 12 TemplenSaori Kido och Bronshelgonen påbörjar sin attack mot Sanctuary, men på grund av en attack har de bara 12 timmar på sig innan Athena dör.

### Poseidon, Kaikai Hen (vattenvärldskapitlet)
- Blue Warriors Uppe i Sibirien stöter Hyoga på några främlingar som behöver hans hjälp med att erövra världen, Hyoga säger nej till förslaget och blir då kidnappad.
- Poseidon Poseidon har åter vaknat och försöker översvämma världen för att rensa den, för att bygga en ny värld. Athena försöker diplomatiskt att få honom att sluta men blir till slut lurad, och blir tillfångatagen. Det är nu upp till Seiya, Shun, Shiryu och Hyoga att rädda henne.

### Hades, Meikai Hen (undervärldskapitlet)
- Sanctuary Hades, Athenas ultimata fiende har vaknat igen och Athenas Helgon står inför sin största utmaning hittills. Hades Specters invaderar Sanctuary och gamla vänner kommer tillbaks.
- Inferno Seiya, Shun, Shiryu och Hyoga har nått Underjorden och slår sig fram genom Hades Specters. Men allting är inte som det verkar, när de kommer fram till Hades palats, Giudecca.

### Zeus, Tenkai Hen (himmelvärldskapitlet)
Seiya har fallit i koma efter sin strid med Hades och tas om hand av sin syster. Men gudarna i Olympen har börjat inse allvaret med sådana mäktiga människor.
Detta kapitel har inte påbörjats än men denna information har släppts än så länge.

## Karaktärer

### Athenas 88 helgon
I Athenas fristad styr påven, vägledd av sin gudinna för att hålla fred och rättvisa på Jorden. Till sin hjälp har han 88 helgon som har rustningar vid namn Cloths som är skapta efter de 88 stjärntecknen. 48 är brons, 24 är silver, 12 är guld, de resterande fyra är av en annan okänd metall.

#### Bronshelgon
- Seiya av Pegasus
- Shiryu av Draco
- Hyoga av Cygnus
- Shun av Andromeda
- Ikki av Phoenix
- Jabu av Monoceros
- Nachi av Lupo
- Ichi av Hydra
- Ban av Leo Menor
- Geki av Ursa Major
- June av Chamaeleon

På Cloth Kyrkogården ligger det över 30 rustningar, vars ägare har dött en våldsam död.
Dessa män och kvinnor utgör de resterande helgon som saknas

#### Silverhelgon
- Marin av Aquila
- Shaina av Ophiucus
- Misty av Lacerta
- Asterion av Canes Venatici
- Moses av Cetus
- Babel av Centaur
- Algol av Perseus
- Capella av Auriga
- Dante av Cerberos
- Jamian av Corvus
- Dio av Musca
- Sirius av Canis Major
- Algethil av Herakles
- Ptolemy av Sagitta
- Daidalos av Cepheus
- Orphee av Lyra
- Suikyo av Crater

#### Guldhelgon
- Mu av Aries
- Aldebaran av Taurus
- Saga av Gemini
- Deathmask av Cancer
- Aiolia av Leo
- Shaka av Virgo
- Dohko av Libra
- Aiolos av Sagittarius
- Milo av Scorpio
- Shura av Capricorn
- Camus av Aquarius
- Aphrodite av Pisces

#### Andra karaktärer i Sanctuary
- Påve Shion av Aries
- Vakter

### Ankoku (svarta) helgon
Dessa helgon har antingen svikit Athena eller gjort något hemskt, därför har de blivit utslängda från Sanctuary. Men på Deat Queen Ön finns det svarta cloths som de har hittat och använder själva. De har varit instängda på ön på grund av en barriär skapad av ett helgon men när Ikki får Phoenic-rustningen bryts den. 
- Ankoku Pegasus
- Ankoku Draco 1
- Ankoku Draco 2
- Ankoku Swan
- Ankoku Andromeda
- Ankoku Phoenix
- Jango
- Guilty
- Other Ankoku Saints

### Poseidons Marinas
Poseidon, Havets Gud styr över Atlantis med hjälp av sina 7 generaler. Deras rustningar är gjorda av Orihalcum, en sällsynt metall som kom från en komet.

#### De 7 generalerna
- Seahorse Baian
- Scylla Io
- Chrysaor Krishna
- Lymnades Kaysa
- Kraken Issac
- Siren Sorrento
- Seadragon Kanon

#### Marinas
- Mermaid Tethis
- Vakter

### Hades 108 spöken
I dödsriket härskar Hades, och styr det med hjälp av sina 108 spöken.
Deras rustningar kallas för Surplice och kategoriseras i 36 himmelska och 72 Jordliga stjärnor.

#### De 36 himmelska spökena

##### De tre domarna av Helvetet
- Wyvern Radamanthys av den Himmelska
- Garuda Aiacos av den Himmelska
- Griffin Minos av den Himmelska Nobelska Stjärnan

- Balron Lune av den Himmelska Modighetsstjärnan
- Sphinx Pharaoh av den Himmelska Djuriska Stjärnan
- Lycaon Phlegyas av den Himmelska Brottsstjärnan
- Troll Ivan av den Himmelska Besegringsstjärnan
- Alraune Queen av den Himmelska Demonstjärnan
- Minotaurus Gordon av den Himmelska Solida Stjärnan
- Basilisc Sylphid av den Himmelska Segerstjärnan
- Acheron Charon av den Himmelska
- Harpy Valentine av den Himmelska Gråt Stjärnan
- Deadly Beetle Stand av den Himmelska Fulhetsstjärnan
- Golem Rock av den Himmelska Hornstjärnan

#### De 27 Jordliga spöken
- Deep Niobe av den Jordliga Mörkerhetsstjärnan
- Frog Zelos av den Jordliga Konstighetsstjärnan
- Cyclops Gigant av den Jordliga Våldsamhetsstjärnan
- Papillon Myu av den Jordliga Hemskhetsstjärnan
- Worm Raimi av den Jordliga Försjunkningsstjärnan
- Dullahan Cube av den Jordliga Feminima Stjärnan
- Gorgon Ox av den Jordliga Kursstjärnan
- Elf Mills av den Jordliga Svaghetsstjärnan

#### Vakter
- Skelleton Marchino

### Artemis tre änglar
När Olympens gudar väl attackerar, är Artemis den första att börja med deras änglar.
- Icarus Touma
- Theseus
- Oddyseus

### Olympens gudar
- Athena
- Ares
- Poseidon
- Hades
- Artemis
- Apollo
- Zeus

### Andra gudar
- Hypnos
- Thanatos

### Andra karaktärer
- Seika
- Tatsumi Tokumaru
- Kiki
- Jakov
- Alexer
- Natashia
- Miho
- Esmeralda
- Shunrei
- Cassios